# Axel Thue (actor)
Axel Thue (3 de junio de 1904 – 28 de octubre de 1985) fue un actor noruego.

## Biografía
Nacido en Oslo, Noruega, debutó en el Det Nye Teater, donde fue contratado en 1933, participando en las piezas Tanken, de Leonid Andréiev, y Larsen eller Melodien som ble vekk, de Kjeld Abell. Ingresó en 1936 en la primera compañía del Teatro de Trøndelag, desempeñando diferentes papeles hasta 1943. Entre 1945 y 1974 trabajó para el Teatro nacional de Oslo. De sus papeles destacan el principal en la pieza de Henrik Ibsen Brand, el pastor Sang en Over Ævne I, Helmer en Casa de muñecas, Manders en Espectros, Melvil en la obra de Schiller Maria Stuart, y otros en piezas de William Shakespeare y Ludvig Holberg.
Axel Thue falleció en el año 1985.

## Filmografía
- 1975 : Eiszeit
- 1971 : 3
- 1970 : Balladen om mestertyven Ole Høiland
- 1970 : Vildanden (TV)
- 1962 : Prosessen (TV)
- 1954 : I moralens navn
- 1953 : Skøytekongen
- 1945 : Rikard Nordraak
- 1937 : To levende og en død
- 1933 : En stille flirt